# Pierre Lardy

Pierre Lardy (ca. 1950)

Pierre Lardy (* 24. September 1903 in Bern; † 29. Oktober 1958 in Zürich)
war ein Schweizer Bauingenieur und Professor an der Eidgenössischen Technischen Hochschule Zürich.

## Leben
Pierre Lardy stammte aus einer Französisch sprechenden Neuenburger Familie. In Bern geboren, besuchte er dort die deutschsprachigen Schulen. 1922 erlangte er die Maturität an der Gymnasialabteilung des Freien Gymnasiums.
Ab 1923 studierte er Mathematik und Physik an der ETH Zürich. Er schloss 1928 mit dem Diplom als Fachlehrer für Mathematik ab. Danach unterrichtete Lardy etwa ein Jahr als Mathematiklehrer an der evangelischen Lehranstalt in Schiers. Von 1929 bis 1933 folgte in Zürich an der ETH eine Assistenzzeit bei dem Mathematikprofessor Gonseth und 1934 die Promotion mit einer Arbeit über die Theorie kontinuierlicher Gruppen. Anschliessend studierte Lardy noch Bauingenieurwesen an der ETH, das er 1936 mit sehr guten Noten abschloss. 1937 unternahm er Studienreisen in Europa und Nordamerika, ehe er 1938 ein eigenes Ingenieurbüro in Zürich gründete, das vor allem im Industriebau tätig war. Aufgrund des häufigen Militärdienstes gab er 1942 die Selbstständigkeit auf und wurde als Nachfolger von Karl Hofacker Assistent von Max Ritter am Institut für Baustatik.
1946 veröffentlichte Lardy mit Ritter eines der ersten Fachbücher über vorgespannten Beton und übernahm im Sommersemester für den verstorbenen Ritter im Lehrauftrag die Vorlesungen. Am 3. August 1946 wurde Lardy vom Bundesrat aufgrund seiner hervorragenden wissenschaftlichen Kenntnisse, trotz seiner geringen Praxis, auf den 1. Oktober als Nachfolger von Ritter zum ordentlichen Professor für Baustatik, Hoch- und Brückenbau in Stein, Beton und Eisenbeton gewählt. In den folgenden Jahren baute er unter anderem eine Modellwerkstatt am Institut auf. Für viele Jahre war Lardy ehrenamtlicher Generalsekretär für Massivbau der «Internationalen Vereinigung für Brückenbau und Hochbau». Im Alter von 55 Jahren starb Pierre Lardy Ende Oktober 1958 an einem Herzschlag. Nachfolger auf dem Lehrstuhl wurde 1960 Bruno Thürlimann.
Zu den bekanntesten Assistenten Lardys gehören Bruno Thürlimann, Heinz Isler und Christian Menn sowie der ehemalige Rektor der ETH Hans von Gunten und der ehemalige Präsident der ETH Hans H. Hauri.

## Werke
- Vorgespannter Beton: Theorie und Berechnung, Schweiz. Versuche und Ausführungen. Leemann, Zürich 1946.
- Beiträge zu ausgewählten Problemen des Massivbaues. Nach Manuskripten von Pierre Lardy. Zum Andenken an ihren Lehrer von seinen ehemaligen Assistenten bearb. und hrsg. Leemann, Zürich 1961 (= Mitteilungen aus dem Institut für Baustatik an der Eidgenössischen Technischen Hochschule in Zürich. 36).